# Bryan Beller
Bryan Beller (Charlottesville, 6 mei 1971) is een Amerikaanse basgitarist bekend van zijn werk met Joe Satriani, The Aristocrats, Dethklok, Mike Keneally, Steve Vai, James LaBrie van Dream Theater en Dweezil Zappa, evenals als zijn vier soloalbums, View (2003), Thanks In Advance (2008), Wednesday Night Live (2011), en het progressieve dubbele conceptalbum Scenes From The Flood (2019).
Beller is sinds 2013 de toerende bassist van Joe Satriani, waaronder de Unstoppable Momentum tour (2013-2014), de Shockwave (2015-2016) wereldtour en de G3/What Happens Next tour (2018), naast met op de plaat Shockwave Supernova. Beller is ook de bassist van het rock/fusion supertrio The Aristocrats met Guthrie Govan op gitaar en Marco Minnemann op drums.

## Discografie
Solo
- 2003: View
- 2008: Thanks In Advance
- 2011: Wednesday Night Live
- 2019: Scenes from the Flood

Video en dvd's
- 2008: To Nothing
- 2011: Wednesday Night Live DVD
- 2012: Mastering Tone And Versatility (Instructie-dvd, Alfred Music Publishing)

Met The Aristocrats
- 2011: The Aristocrats
- 2012: Boing, We'll Do It Live!
- 2013: Culture Clash
- 2015: Culture Clash Live!
- 2015: Secret Show: Live in Osaka
- 2015: Tres Caballeros
- 2019: You Know What...?

Met Dethklok
- 2009: Dethalbum II
- 2012: Dethalbum III
- 2013: The Doomstar Requiem

Met Brendon Small
- 2012: Brendon Small's Galaktikon
- 2017: Brendon Small's Galaktikon II

Met Steve Vai
- 1999: The Ultra Zone
- 2000: The 7th Song: Enchanting Guitar Melodies
- 2002: The Elusive Light and Sound, Vol. 1
- 2003: The Infinite Steve Vai: An Anthology
- 2005: Real Illusions: Reflections
- 2007: Sound Theories, Vols. 1–2
- 2007: Visual Sound Theories (dvd)
- 2009: Where the Wild Things Are (cd/dvd)
- 2010: Where The Other Wild Things Are

Met Dweezil Zappa
- 1994: Z – Shampoohorn
- 1995: Z – Music For Pets (Franse versie)
- 1996: Z – Music For Pets (V.S. versie)
- 2000: Automatic

Met Beer For Dolphins
- 1996: Soap Scum Remover (vhs)
- 1997: Half Alive In Hollywood
- 1998: Sluggo!
- 2000: Dancing
- 2000: Dancing With Myself ... and others (cd/dvd)

Met Mike Keneally
- 1995: Boil That Dust Speck
- 2002: Wooden Smoke
- 2002: Wooden Smoke Asleep
- 2003: Pup
- 2004: Dog (cd/dvd)
- 2006: Guitar Therapy Live (cd/dvd)
- 2007: Boil That Dust Speck (Reissue – cd/dvd)
- 2008: Wine and Pickles
- 2009: Scambot 1
- 2011: bakin' @ the potato!
- 2012: Wing Beat Fantastic
- 2013: Wing Beat Elastic
- 2013: You Must Be This Tall
- 2016: Scambot 2

Met James LaBrie
- 1999: MullMuzzler – Keep It to Yourself
- 2001: MullMuzzler 2
- 2005: Elements of Persuasion
- 2008: Prime Cuts

Met Yogi
- 2001: Any Raw Flesh?
- 2003: Salve
- 2006: Half-Print Demigod

Met Colin Keenan
- 2008: Nothing Clever
- 2009: So Far Gone
- 2011: Nothing Clever

Met Razl
- 2008: Rotonova
- 2011: Microscopic

Met Joe Satriani
- 2015: Shockwave Supernova
- 2016: Supernova Remix
- 2022: The Elephants of Mars